# Malá Hraštice
Malá Hraštice település Csehországban, a Příbrami járásban. Malá Hraštice Nová Ves pod Pleší, Mokrovraty, Velká Lečice és Nový Knín településekkel határos. Lakosainak száma 1145 fő (2024. január 1.).

## Népesség
A település lakosságának változását az alábbi diagram mutatja:
| Lakosok száma | 628  | 724  | 679  | 692  | 665  | 665  | 1010 | 1026 | 1071 | 1145 |
|               | 1869 | 1890 | 1921 | 1950 | 1980 | 2001 | 2017 | 2019 | 2022 | 2024 |